# Allophylus incanus
Allophylus incanus är en kinesträdsväxtart som beskrevs av Ludwig Radlkofer. Allophylus incanus ingår i släktet Allophylus och familjen kinesträdsväxter. Inga underarter finns listade i Catalogue of Life.